# Okoboji (Iowa)
Okoboji es una ciudad ubicada en el condado de Dickinson en el estado estadounidense de Iowa. En el Censo de 2010 tenía una población de 807 habitantes y una densidad poblacional de 167,7 personas por km².

## Geografía
Okoboji se encuentra ubicada en las coordenadas 43°23′17″N 95°8′12″O / 43.38806, -95.13667. Según la Oficina del Censo de los Estados Unidos, Okoboji tiene una superficie total de 4.81 km², de la cual 4.8 km² corresponden a tierra firme y (0.27%) 0.01 km² es agua.

## Demografía
Según el censo de 2010, había 807 personas residiendo en Okoboji. La densidad de población era de 167,7 hab./km². De los 807 habitantes, Okoboji estaba compuesto por el 98.76% blancos, el 0.12% eran afroamericanos, el 0% eran amerindios, el 0.12% eran asiáticos, el 0% eran isleños del Pacífico, el 0.5% eran de otras razas y el 0.5% pertenecían a dos o más razas. Del total de la población el 2.6% eran hispanos o latinos de cualquier raza.